# Aeroport Internacional Juanda
L'Aeroport Internacional Juanda (JIA) (indonesi: Bandar Udara Internasional Juanda) (codi IATA: SUB, codi OACI: WARR), és un aeroport internacional situat a Sedati (Sidoarjo). Actualment és el tercer aeroport més transitat d'Indonèsia (després de Sukarno-Hatta i Ngurah Rai). Aquest aeroport se situa a aproximadament 12 km de Surabaya i dona servei a la Gerbangkertosusila, l'àrea metropolitana de Surabaya més la seva àrea urbana ampliada. L'Aeroport Internacional Juanda és operat per PT Angkasa Pura I. L'aeroport fou anomenat en honor de l'antic primer ministre d'Indonèsia Djuanda Kartawidjaja, que havia proposat el desenvolupament d'aquest aeroport. El 2013, l'aeroport serví unes 400 aeronaus al dia.
Actualment és un aeroport de connexió per a Citilink, Garuda Indonesia, Indonesia AirAsia, Lion Air i Sriwijaya Air, juntament amb l'Aeroport Internacional Sukarno-Hatta. L'Aeroport Internacional Juanda esdevindrà un dels principals aeroports indonesis per als cels oberts de l'ASEAN.
El 2014, Airport Council International classificà l'Aeroport Internacional Juanda en desè lloc en el seu rànquing de qualitat de servei, entre 79 aeroports amb capacitat per a entre 5 i 15 milions de passatgers a l'any. Al primer trimestre del 2015 pujà al setè lloc de la classificació.